# Hải lưu Guinea
Hải lưu Guinea là một hải lưu chảy chậm nước ấm dọc theo bờ biển phía tây châu Phi.
Trong vịnh Guinea hải lưu này chảy từ phía tây sang phía đông, sau đó ngoặt xuống phía nam, cùng với hải lưu Angola và nghịch lưu xích đạo tạo thành hoàn lưu vịnh Guinea. Các ranh giới giữa các hải lưu này biến đổi phụ thuộc theo thời gian trong năm, điểm bắt đầu gần đúng của hải lưu Guinea là 10° kinh tây. Nhiệt độ trung bình năm của nước là 26—27 °C, tốc độ luân chuyển khoảng 44 km/ngày, tối đa lên tới 88 km/ngày, độ muối 34,5—35,0‰.